# Die Spur führt ins Nichts
Die Spur führt ins Nichts (Originaltitel: The Criminal) ist ein britisches Kriminalfilmdrama aus dem Jahre 1960 von Joseph Losey mit Stanley Baker in der Hauptrolle.

## Handlung
Johnny Bannion sitzt in der englischen Kleinstadt Reading eine langjährige Strafe wegen eines Raubüberfalls ab, den er mit seiner Bande auf einer Pferderennbahn begangen hatte. Die rund 40.000 Pfund Sterling aus dem Coup sind seitdem verschwunden. Bannion, damals von seiner verkommenen, blonden Ex-Freundin Maggie wegen seiner neuen Geliebten Suzanne an die Polizei verraten, ist ein „harter Hund“, der Inbegriff eines eiskalten, skrupellosen Gangsters. Demnächst soll er entlassen werden, doch er hat nichts aus seinem Knastaufenthalt gelernt. Noch hinter Gittern, wo er sich dem ungekrönten König der Ganoven dieses Gefängnisses, Frank Saffron, unterzuordnen hatte und den Sadismen des Oberaufsehers Barrows ausgeliefert war, hat Bannion bereits einen Plan für seinen nächsten Coup entwickelt. Die Idee für den neuesten Bruch hat ihm ein Mitgefangener gegeben, der dafür in die Gang aufgenommen werden will. Nach dem Ende der Strafe wartet das undurchsichtige Gangmitglied Mike Carter schon vor den Gefängnistoren und holt Bannion ab.
Während die Bandenmitglieder den neuen Plan ausarbeiten, verpfeift einer von Bannions Kumpanen ihn erneut bei der Polizei. Daraufhin wandert Johnny Bannion ein weiteres Mal hinter Gitter. Dort erfährt er wenig später, dass seine Geliebte Suzanne entführt wurde. Schließlich wird ihm klar, dass der aalglatte Carter, ein mit Zigarettenspitze ausgestatteter und bisweilen im Kamelhaarmantel umherstolzierender, gelackter Edelschurke ohne Moral und Gewissen, der Verräter in den eigenen Reihen ist. Carter will Bannion ausbooten und ihn als neuer Bandenchef beerben. Er hat Suzanne gekidnappt, um dadurch Bannion unter Druck zu setzen. Der Bandenchef soll endlich verraten, wo die verschwundene Beute aus dem letzten Überfall versteckt ist. Carter veranlasst die Befreiung Bannions, um endlich an die Beute heranzukommen. Zuletzt sind nur noch er und Bannion mit Suzanne übrig. Mit dem Revolver im Anschlag zwingt er den Ex-Knacki, zur Stelle zu fahren, wo er das Geld vergraben hat. Dort kommt es zum blutigen Showdown, bei dem Carter Bannion und Suzanne eiskalt erschießt.

## Produktionsnotizen
Die Spur führt ins Nichts entstand im Winter 1959/60 an mehreren Drehorten in und um London. Die Uraufführung des Films war am 13. September 1960, am 17. März 1961 erfolgte die deutsche Erstaufführung.
Die Bauten entwarf Scott MacGregor. Patrick Magee gab hier sein Kinofilmdebüt. Cleo Laine sang zu Beginn und am Ende des Films das Lied „A Thieving Boy“.
Die Produktionskosten beliefen sich auf etwa 200.000 Pfund Sterling.

## Kritik
Im Lexikon des Internationalen Films heißt es: „Harter Gangsterfilm, der den Berufsverbrecher heroisiert und die Verbrecherwelt als eine Gesellschaft mit eigenen Gesetzen schildert, wobei allerdings nur die Gefängnisszenen zu überzeugen vermögen.“

„Nach der Mordgeschichte „Die tödliche Falle“ lieferte er mit dem ebenso packenden wie desperaten und tristen Drama „Die Spur führt ins Nichts“ einen ernüchternden Einblick in das Innenleben einer Gangsterbande und die Psyche ihres eiskalten und rachsüchtigen Chefs (Stanley Baker).“

Der Movie & Video Guide schrieb: „Mehr als nur ein Kriminaldrama, es ist eine Geschichte wie Gier und Geldgeilheit in Entfremdung münden kann und in die Zerstörung des Geistes.“
Halliwell‘s Film Guide charakterisierte den Film wie folgt: „Gnadenlos düstere Sage vom Gefängnisleben, mit einigen wenigen sensationellen Verzierungen.“